# Фандецький Олексій Юрійович
Олексій Юрійович Фандецький (нар. 21 серпня 1989, Миколаїв) — український військовослужбовець, офіцер Національної гвардії України та Сил територіальної оборони ЗСУ, який відзначився під час російсько-української війни, громадський діяч. Лицар ордена Богдана Хмельницького III ступеня та кавалер ордена «За мужність» III ступеня.

## Біографія
У 2010—2017 роках служив у роті охорони спеціального призначення 22-ї окремої бригади НГУ. У 2014 році брав участь у бойових діях у зоні проведення АТО, зокрема в районі Слов'янська та Лимана.
В лютому-березні 2022 року брав участь в обороні Ірпеня та Бучі, де координував евакуацію та супровід колон автомобілів із цивільними з Бучі до Білогородки. Тоді загалом упродовж 9–10 березня 2022 року було евакуйовано понад 300 авто з цивільними громадянами.
У травні-червні 2022 року командував штурмовою ротою 130-го окремого батальйону ТрО ЗСУ під час боїв за Дементіївку Харківської області. У вересні 2022 року під час звільнення Харківщини отримав важке поранення. 
У 2023—2024 роках був заступником командира 130-го окремого батальйону ТрО ЗСУ. Виконував бойові завдання в районах населених пунктів Бахмут, Іванівське Донецької області, Макіївка Луганської області.
З 2024 року — заступник командира 241-ї окремої бригади ТрО ЗСУ з психологічної підтримки персоналу. У 2024—2025 роках виконував бойові завдання в районі Великої Новосілки Донецької області та на Запорізькому напрямку.

## Громадська діяльність
З 2025 року — керівник громадської організації "Ветерани 241 бригади", яка об'єднує ветеранів 241-ї бригади ТрО. Також є координатором ГО "Сталева троянда", що займається соціальним супроводом родин загиблих і зниклих безвісти бійців бригади.
У червні 2025 року Олексій Фандецький опублікував статтю, в якій закликав змінити підхід до ветеранської політики в Україні. Він наголосив, що ветерани — це не тягар, а потенціал для розвитку країни, і що держава має забезпечити їм рівні можливості для реалізації в цивільному житті. На його думку, «країна має стати державою ветеранів».

## Нагороди
- Орден Богдана Хмельницького III ступеня (2022) — за оборону та звільнення Харківщини[5].
- Орден «За мужність» III ступеня (2024) — за оборону і звільнення Ірпеня та Бучі[6].
- Відзнака Президента України «За участь в антитерористичній операції» (2016) — за виконання бойових завдань у зоні проведення АТО.
- Відзнака Президента України «За оборону України» (2025) — за безпосередню участь у здійсненні заходів, необхідних для забезпечення оборони України, у здійсненні заходів із забезпечення оборони України, захисту безпеки населення та інтересів держави у зв'язку з широкомасштабною збройною агресією Російської Федерації проти України.
- Медаль «За поранення» (важке) (2022) — за бойове поранення отримане під час звільнення Харківщини.
- Відзнака Міністерства оборони України "Вогнепальна зброя" (2022) — за визначні заслуги в забезпеченні обороноздатності України, зразкове виконання військового обов'язку під час збройної агресії російської федерації проти України та виявлені при цьому професіоналізм, честь і доблесть.
- Почесний нагрудний знак Головнокомандувача Збройних Сил України «Срібний хрест» (2023) — за успішне планування і реалізацію завдань під час керування особовим складом в бою.
- Медаль «Честь. Слава. Держава.» (2022) —за мужність, патріотизм, високу громадянську позицію, героїзм, бойові заслуги у захисті незалежності, суверенітету та територіальної цілісності України.

## Особисте життя
Одружений. Дружина — Юлія Фандецька. Виховує двох дітей.